# Niklas Geyrhofer
Niklas Geyrhofer (* 11. Februar 2000 in Graz) ist ein österreichischer Fußballspieler.

## Karriere

### Verein
Geyrhofer begann seine Karriere beim Grazer AK. Im September 2009 wechselte er in die Jugend des SK Sturm Graz, bei dem er später auch sämtliche Altersstufen in der Akademie durchlief. Zur Saison 2018/19 rückte er in den Kader der Amateure der Grazer. Im September 2018 debütierte er für diese in der Regionalliga, als er am siebten Spieltag jener Saison gegen den FC Gleisdorf 09 in der Startelf stand. Im selben Monat erzielte er bei einem 2:1-Sieg gegen den SC Weiz sein erstes Tor in der Regionalliga. Bis Saisonende kam er zu 20 Einsätzen.
Im Februar 2020 rückte er in den Profikader der Grazer. Im selben Monat debütierte er schließlich in der Bundesliga, als er am 20. Spieltag der Saison 2019/20 gegen den FC Admira Wacker Mödling in der Startelf stand. Im April 2022 verlängerte er seinen Vertrag bei Sturm Graz bis 2024 mit Option auf ein weiteres Jahr. Im April 2024 wurde ebendiese Vertragsoption gezogen und der Spieler für ein weiteres Jahr an den Verein gebunden. Im April 2025 zog er sich beim Training eine Knieverletzung zu, die eine Operation erforderte und ihn für den Rest der Saison außer Gefecht setzte. Kurz zuvor hatte er seinen im Sommer auslaufenden Vertrag beim SK Sturm verlängert.

### Nationalmannschaft
Geyrhofer debütierte im März 2021 gegen Saudi-Arabien für die österreichische U-21-Auswahl.

## Erfolge
- Österreichischer Meister: 2024, 2025
- Österreichischer Cup-Sieger: 2023, 2024

## Persönliches
Sein Urgroßvater Karl Doller sowie sein türkischer Großonkel Yalçın Çaka waren ebenfalls Fußballspieler bei Sturm Graz. Der türkische Architekturstudent Yalçın Çaka galt Mitte der 1950er Jahre als erster Legionär in der Vereinsgeschichte der Grazer. Kurt Doller, der Sohn von Karl Doller und dementsprechend Geyrhofers Großvater, spielte in seiner Jugend für den SK Sturm Graz.
Der jüngere Bruder von Niklas Geyrhofer, Finn Laurens (* 2010), spielt – nach kurzen Stationen beim Grazer SC Straßenbahn und dem ASKÖ Murfeld – seit dem Sommer 2017 im Nachwuchsbereich des SK Sturm Graz.